# 全日本居合道連盟
全日本居合道連盟（ぜんにほんいあいどうれんめい）は、居合道の専門団体。1954年（昭和29年、皇紀2614年）に、河野百錬の発案により複数からなる各派の居合道専門家により日本最初の居合道専門団体として創立された。略称は全日居もしくは全居連。爾来、毎年5月3日 - 5日、京都にて京都全国大会を実施。

## 構成
会　長　福井将人（中部）　無双直伝英信流　第二十三代宗家
理事長　池田聖淳（近畿）
北海道地区連盟・東北地区連盟・関東地区連盟・東海地区連盟・中部地区連盟
北陸地区連盟・近畿地区連盟・中国地区連盟・四国地区連盟・九州地区連盟を全国に配する。

各地区連盟には各県に本部があり、流派名（下記参照）道場名を登録すれば
全日本居合道連盟規約に則り、全日本居合道連盟会員となり、
会員は連盟主催の行事（昇段審査・各地区大会・全国大会）に参加できる。

流派名参照、
無双直伝英信流、新陰流、北辰一刀流、
神道無念流、夢想神伝流、関口流、無外流、
神伝流、伯耆流、荒木無人流が全日本居合道連盟に有る。
各流派をそれぞれの名称で呼び、古流という呼び方はしない。
連盟の特質について
我が連盟は、古来より伝承された古武道たる居合道の各流派を、正しく後世に伝承せんが為、
武士道精神に則って創立された日本唯一最高の居合道専門団体であり、誇りある連盟である。

## 行事
三月、全日本居合道連盟・刀法講習会が開催される。
＊英信流・前切　＊無外流・前後切　＊神道無念流・切上　＊水鴎流・四方切　＊伯耆流・切先返　
五月、全日本居合道連盟・全国大会が開催され理事会、範士会、定時総会、奉納演武会、昇段審査会等が実施される。
秋には居合道形競技試合を主とする全国段別競技大会個人戦男子の部、女子の部（三段〜七段）地区別競技団体戦が実施される。
また各地区ごとに年一回または春秋二回、地区大会が実施され五段までの昇段審査や段別競技会などが行われる。
競技演武は、段ごとに指定され刀法（全日本居合道連盟刀法）1〜2本、および各流派の業を用いる。
注、（無双直伝英信流に限り正統会の行事として各地区連盟主催の宗家講習会や、正統会本部主催の高段者講習会が行われている。）

## 段位・称号
段級位制は段外から初段、二段、三段、四段、五段、六段、錬士、七段、教士、八段、準範士、範士、九段、十段がある。
初段から五段までは各地区ごとに実施される昇段審査により允可される。審査内容は筆記と実技となり、昇段を目指す場合は最低一年の稽古が必要となる。
六段～八段は京都大会(5月3.4.5日）及び、全国段別競技大会会場にて行う昇段審査により允可される。
称号は最低限六段の2年経過後に錬士・[最低限8年のキャリアを要する]、同合格3年経過後に七段・[11年]、同合格4年経過後に教士・[15年]、同合格5年経過後に八段・[20年]八段合格者には白足袋、羽織の着用が認められる。
八段合格3年経過後に準範士・[23年]・同3年経過後に範士・[26年]が設けられ、称号・段位受審は地区連盟会長に一任され推薦が必須。
範士称号審議委員による口頭試問により允可され合格者は前差しを帯びる事が義務付けられる。[責任感の自覚とこれを表示する為]

## 歴代会長
1. 池田勇人
2. 春仁王 (閑院宮春仁王)
3. 尾形郷一
4. 小石昌範
5. 池田昂淳
6. 福井聖山
7. 池田聖昂
8. 福井将人

## 沿革
- 1948年（昭和23年、皇紀2608年）全日本居合道連盟、起縁
- 1954年（昭和29年、皇紀2614年）5月4日、全日本居合道連盟、創立
- 1956年（昭和31年、皇紀2616年）全日本居合道連盟刀法を制定[1]

## 関連書
会報（年一回発行）
各種大会には参加目録が発刊される。